# 日本石仏協会
日本石仏協会（にほんせきぶつきょうかい）は、石神石仏の研究と石造文化財保護思想の普及と会員の交流を図ることを目的として、1977年に設立された全国組織。

## 沿革
戦後間もなく考古学から石仏研究に入った大護八郎（1912-2008年）の発案により、日本の津々浦々に残された石神石仏の情報ネットワークづくり、研究者・愛好者の人的交流をめざして設立された。
設立当時の石仏調査は手探り状態であり「情報交換でもよいから交流の場を作りたい」という大護八郎の創案により、熱意をもった同士と発足、学術的な発表の場をつくることも目標としており、設立以来会誌『日本の石仏』を発行してきた。

### 歴代会長
1. 大護八郎（1977 - 1991年）
2. 坂口和子（1992 - 2021年）
3. 大野邦弘（2022 - 2023年）
4. 川野明正（2023年 - ）

## 会員
初期は500名を超えた時期もあるが、社会の高齢化に伴い減少傾向であった。2024年度以降増加傾向に転じ、現在は約280名（2025年6月31日時点）。

## 事業
主な事業として、会誌『日本の石仏』の発刊、会員と一般向けに石仏公開講座、写真展、石仏見学会、石仏談話室などを定期的に開催している。
会誌『日本の石仏』
- 4月、8月、12月の3回発刊 A版120頁
- 会員による石神石仏調査の調査及び論考、誌上講座、誌上写真展、見学会報告、広場欄、交流欄などを掲載。現在令和7年4月発刊で185号。

「石仏見学会」
- 1日見学会 3月、5月、9月、11月　会員による現地見学
- 1泊見学会を年2回実施していたがコロナ禍で一時中止中。現在は1日バス見学会で実施。

「石仏写真展」
- 会員が撮影した写真を中心に展示
- 年1回1月初旬、東京・半蔵門の日本カメラ財団「JC11クラブ25」で開催

「石仏談話室」
- 毎月第一土曜日午後1時～5時 明治大学等で開催

「石仏公開講座」
- 年1回7月か8月、都内の会場で1日4講座
- 石神石仏、庶民信仰を中心に会員あるいは外部講師による講座

「日本石仏協会定期総会」
- 年1回2月、2月に都内の会場で開催
- 常任理事会・全国理事会・定期総会・記念講話・懇親会が行われる

「支部・友好団体」
- 全国の地域ごとに活動している団体がある

　　北陸石仏の会
　　房総石造文化財研究会
　　山口狛犬楽会
　　肥前狛犬を学ぶ会
「専門部会」
- あるジャンルに特化して研究を進める全国の会員有志で形成される。

### 会誌『日本の石仏』一覧
| 号数   | 発刊日     | 内容・特集                                        |
| ------ | ---------- | ------------------------------------------------- |
| 創刊号 | 1977年2月  | 道祖神・創刊のことば                              |
| 第2号  | 1977年6月  | 巻頭言・民間信仰板碑                              |
| 第3号  | 1977年9月  | 巻頭言・ 折口信夫の石神調べ                       |
| 第4号  | 1977年12月 | 巻頭言・中世板碑                                  |
| 第5号  | 1978年3月  | 巻頭言・庚申塔1                                   |
| 第6号  | 1978年6月  | 巻頭言・庚申塔２                                  |
| 第7号  | 1978年9月  | 巻頭言・磨崖仏                                    |
| 第8号  | 1978年12月 | 巻頭言・石工                                      |
| 第9号  | 1979年4月  | 巻頭言・川勝政太郎先生を悼んで                    |
| 第10号 | 1979年7月  | 巻頭言・馬頭観世音                                |
| 第11号 | 1979年10月 | 巻頭言・ 丸石神の謎                               |
| 第12号 | 1979年12月 | 巻頭言・板碑                                      |
| 第13号 | 1980年4月  | 巻頭言・聖と石仏                                  |
| 第14号 | 1980年7月  | 巻頭言・和泉石工–近世における移住についての一考察 |
| 第15号 | 1980年9月  | 巻頭言・批評と再検討                              |
| 第16号 | 1980年12月 | 巻頭言・庚申年                                    |
| 第17号 | 1981年3月  | 巻頭言・近世石仏への視点                          |
| 第18号 | 1981年6月  | 巻頭言・作神と石仏                                |
| 第19号 | 1981年9月  | 巻頭言・石仏調査のための推計学(一)                |
| 第20号 | 1982年1月  | 巻頭言・丸石信仰                                  |

## その他の出版
- 『日本の石仏』全10巻、国書刊行会 1983～84年
- 『石仏図典』国書刊行会 1986年
- 『続石仏図典』国書刊行会 1995年
- 『石仏巡り入門、見方、愉しみ方』大法輪閣 1997年
- 『野辺の石仏研究講座テキスト』全六巻、東洋文化学院
- 『石仏の楽しみ方』（写真集）晶文社 1999年
- 『江戸・東京石仏ウオーキング』ごま書房 2003年
- 『石仏探訪必携ハンドブック』青娥書房 2003年
- 『梵字入門』伊藤介二 2009年
- 『金石文入門』大野邦弘・大津和弘 2011年
- 『石塔入門』岡村庄造・嘉津山清 2011年
- 『随想集、野の仏にみちびかれて』坂口和子青娥書房 2018年
- 『項目別分類牽引』（創刊 - 160号）